# Three of a Perfect Pair (píseň)
„Three of a Perfect Pair“ je singl anglické progresivně rockové skupiny King Crimson, který vyšel v roce 1984 se skladbou „Man With an Open Heart“ na B-straně. Skladbu napsali Adrian Belew, Bill Bruford, Robert Fripp a Tony Levin. Vyšla také na albu Three of a Perfect Pair.

## Sestava
- Robert Fripp – kytara
- Adrian Belew – kytara, zpěv
- Tony Levin – baskytara, Chapman Stick, syntezátor, zpěv
- Bill Bruford – bicí